# Astara (Azerbejdżan)
Astara – miasto portowe w południowym Azerbejdżanie, stolica rejonu Astara. Leży nad Morzem Kaspijskim u ujścia rzeki Astarachay.
W 2006 roku liczyła 15 190 mieszkańców; dla porównania, w 1968 było ich około 8,6 tys. Leży tuż przy granicy z Iranem, a po drugiej stronie granicy leży Astara. W okolicy uprawiane są rośliny podzwrotnikowe (herbata, cytrusy).
W mieście znajduje się wieża telewizyjna, wysoka na około 234,8 metra (800 stóp), którą zbudowano w 1981 roku.